# SMS Baden (1915)
SMS Baden là một thiết giáp hạm thuộc lớp Bayern được Hải quân Đế quốc Đức chế tạo trong Chiến tranh Thế giới thứ nhất. Được hạ thủy vào tháng 10 năm 1915 và hoàn tất vào tháng 3 năm 1917, nó là chiếc thiết giáp hạm Đức cuối cùng được hoàn tất trong chiến tranh, khi hai con tàu chị em cùng lớp Sachsen và Württemberg chưa hoàn tất khi chiến tranh kết thúc. Con tàu trang bị tám khẩu pháo 38 cm (15 in) trên bốn tháp pháo nòng đôi, có trọng lượng choán nước 32.200 tấn (31.700 tấn Anh; 35.500 tấn Mỹ) khi chất đầy tải trọng chiến đấu, và đạt đến tốc độ tối đa 21 hải lý trên giờ (39 km/h; 24 mph). Cùng với con tàu chị em Bayern, Baden là chiếc tàu chiến lớn nhất và trang bị mạnh nhất từng được Hải quân Đế quốc Đức chế tạo.
Khi được đưa vào hoạt động cùng Hạm đội Biển khơi Đức, Baden được đặt làm soái hạm của hạm đội, thay thế cho chiếc Friedrich der Grosse. Baden có rất ít hoạt động trong quãng đời phục vụ ngắn ngũi của nó; lần xuất quân duy nhất vào tháng 4 năm 1918 kết thúc mà không đụng độ với đối phương. Baden bị lưu giữ cùng với hầu hết Hạm đội Biển khơi tại Scapa Flow sau khi Đức thua trận vào tháng 11 năm 1918. Vào ngày 21 tháng 6 năm 1919, Đô đốc Ludwig von Reuter ra lệnh đánh đắm hạm đội; tuy nhiên thủy thủ Anh đồn trú trong cảng đã chiếm được Baden và làm mắc cạn nó để tránh bị chìm ở vùng nước sâu hơn. Con tàu được cho nổi trở lại, được khảo sát cẩn thận, và cuối cùng bị đánh chìm như một mục tiêu cho các cuộc thử nghiệm vũ khí của Hải quân Hoàng gia Anh vào năm 1921.

## Thiết kế và chế tạo
Baden được đặt hàng dưới cái tên tạm thời Ersatz Wörth vào năm 1912 theo đạo luật Hải quân thứ ba và thứ tư được thông qua trong năm đó. Công việc chế tạo được bắt đầu tại xưởng tàu Schichau-Werke ở Danzig dưới số hiệu chế tạo 913. Con tàu được đặt lườn vào ngày 20 tháng 12 năm 1913 và được hạ thủy vào ngày 30 tháng 10 năm 1915. Sau khi được trang bị và chạy thử máy, con tàu được đưa ra hoạt động vào ngày 14 tháng 3 năm 1917. Nó làm tiêu tốn của Chính phủ Đế quốc Đức 49 triệu Mác vàng Đức. H thiết kế là 21 hải lý trên giờ (39 km/h; 24 mph), nhưng Baden đạt được tốc độ tối đa 22,1 hải lý trên giờ (40,9 km/h; 25,4 mph) khi chạy thử máy.
Nó được trang bị tám khẩu pháo 38 cm (15 in) cho dàn pháo chính, được bố trí trên bốn tháp pháo nòng đôi với hai tháp pháo bắn thượng tầng phía trước và phía sau cấu trúc thượng tầng. Baden cùng với tàu chị em Bayern là những thiết giáp hạm đầu tiên của Đức được trang bị cỡ nòng pháo hạng nặng này, khi những chiếc thiết giáp hạm dẫn trước chỉ trang bị pháo 28 cm (11 in) hoặc 30,5 cm (12,0 in). Dàn pháo hạng hai bao gồm mười sáu khẩu SK 15 cm (5,9 in) L/45, sáu khẩu 8,8 cm (3,5 in) và năm ống phóng ngư lôi ngầm 60 cm (24 in), gồm một ống trước mũi và hai ống mỗi bên mạn tàu. Khi đưa vào hoạt động, biên chế con tàu có 42 sĩ quan và 1.129 thủy thủ.

## Lịch sử hoạt động

### Các hoạt động ban đầu
Sau khi được đưa vào hoạt động cùng Hạm đội Biển khơi Đức, Baden được đặt trong vai trò soái hạm cho Tư lệnh hạm đội, Đô đốc Franz von Hipper, một vị trí mà nó sẽ giữ cho đến khi chiến tranh kết thúc. Vào cuối tháng 8 năm 1917, Baden đưa Hoàng đế (Kaiser) Wilhelm II viếng thăm đảo pháo đài Helgoland, con tàu được hộ tống bởi chiếc tàu chiến-tuần dương Derfflinger cùng các tàu tuần dương hạng nhẹ Emden và Karlsruhe. Sau khi kết thúc chuyến viếng thăm, Baden đưa Kaiser quay trở lại Cuxhaven. Con tàu chạm phải đáy biển phía ngoài Cuxhaven, mặc dù không gặp phải hư hại gì nghiêm trọng.

### Đánh phá đoàn tàu vận tải Na Uy
Vào cuối năm 1917, các lực lượng hạng nhẹ của Hạm đội Biển khơi bắt đầu can thiệp vào các đoàn tàu vận tải Anh đi đến Na Uy. Vào ngày 17 tháng 10, các tàu tuần dương hạng nhẹ Brummer và Bremse đánh chặn một trong các đoàn tàu vận tải, đánh chìm chín trong số 12 tàu hàng và hai tàu khu trục hộ tống trước khi quay trở về Đức. Đến ngày 12 tháng 12, bốn tàu khu trục Đức phục kích một đoàn tàu vận tải thứ hai gồm năm tàu hàng và hai tàu khu trục Anh; cả năm chiếc tàu vận tải đều bị đánh đắm cũng như một tàu khu trục. Sau các vụ cướp phá này, Đô đốc David Beatty, Tư lệnh Hạm đội Grand Anh Quốc, phải biệt phái các thiết giáp hạm từ hạm đội chiến trận theo bảo vệ các đoàn tàu vận tải. Hải quân Đế quốc Đức giờ đây được bày ra một cơ hội họ từng chờ đợi trong suốt cuộc chiến tranh: một bộ phận của Hạm đội Grand vốn có ưu thế về số lượng giờ đây bị tách ra, có thể bị cô lập và tiêu diệt. Đô đốc von Hipper vạch ra kế hoạch cho chiến dịch: các tàu chiến-tuần dương thuộc Đội Tuần tiễu 1 cùng với các tàu tuần dương hạng nhẹ và tàu khu trục sẽ tấn công một trong các đoàn tàu vận tải lớn, trong khi phần còn lại của Hạm đội Biển khơi sẽ chờ đợi, sẵn sàng tấn công hải đội thiết giáp hạm dreadnought của Anh.
Lúc 05 giờ 00 ngày 23 tháng 4 năm 1918, hạm đội Đức khởi hành từ vũng biển Schillig. Bên trên chiếc Baden, Hipper ra mệnh lệnh giữ liên lạc vô tuyến ở mức tối thiểu nhằm tránh bị tình báo Anh bắt được. Lúc 06 giờ 10 phút, các tàu chiến-tuần dương Đức đến được một địa điểm cách 60 kilômét (37 mi) về phía Tây Nam Bergen khi chiếc tàu chiến-tuần dương Moltke bị mất một chân vịt phía trong của nó, làm hỏng nặng động cơ. Thủy thủ trên tàu đã sửa chữa tạm thời, cho phép con tàu di chuyển với tốc độ 4 kn (7,4 km/h; 4,6 mph), nhưng người ta quyết định phải kéo con tàu. Cho dù gặp bất lợi này, Hipper tiếp tục tiến lên phía Bắc, và đến 14 giờ 00 lực lượng của ông đã băng qua tuyến đường hàng hải vận chuyển nhiều lần mà không tìm thấy bất kỳ mục tiêu nào. Đến 14 giờ 10 phút, Hipper quay mũi các con tàu của mình về phía Nam; và đến 18 giờ 37 phút, hạm đội Đức về đến vùng biển được các bãi mìn phòng thủ bảo vệ chung quanh các căn cứ của họ. Sau này người ta biết được rằng đoàn tàu vận tải Anh khởi hành một ngày chậm hơn so với tính toán trong kế hoạch của Bộ tham mưu Hải quân Đức.
Vào ngày 24 tháng 5, một lần nữa Baden thực hiện chuyến đi đến Helgoland, lần này là để đưa Tổng tư lệnh hạm đội, Đô đốc Reinhard Scheer, cùng Đại Công tước Friedrich von Baden viếng thăm hòn đảo. Lần này chỉ có Karlsruhe hộ tống con tàu trong chuyến đi.

### Binh biến Wilhelmshaven
Là soái hạm của hạm đội, Baden được dự định để tham gia hoạt động cuối cùng của hạm đội vào cuối tháng 10 năm 1918, nhiều ngày trước khi Hiệp định Đình chiến với Đức có hiệu lực. Phần lớn Hạm đội Biển khơi sẽ xuất phát từ căn cứ của chúng ở Wilhelmshaven để đối đầu với Hạm đội Grand của Anh. Reinhard Scheer, lúc này là Đại Đô đốc (Großadmiral) của Hạm đội, dự định gây tổn thất cho Hải quân Anh càng nhiều càng tốt nhằm duy trì một vị thế mặc cả tốt cho việc thương lượng hòa bình của Đức bất chấp tổn thất có thể phải chịu đựng. Tuy nhiên, nhiều người trong số những thủy thủ đã mệt mỏi vì chiến tranh cảm thấy chiến dịch này sẽ ngăn trở tiến trình hòa bình và kéo dài thời hạn chiến tranh. Sáng ngày 29 tháng 10 năm 1918, mệnh lệnh được đưa ra để chuẩn bị khởi hành từ Wilhelmshaven để tập trung lực lượng tại Jade Estuary vào ngày hôm sau. Tuy nhiên, bắt đầu từ đêm 29 tháng 10, thủy thủ trên chiếc SMS Thüringen đã làm binh biến.
Sáng sớm ngày 30 tháng 10, thủy thủ trên chiếc Helgoland vốn neo đậu ngay phía sau Thüringen cũng tham gia cuộc phản kháng. Cả hai con tàu đã đầu hàng sau khi hai tàu phóng lôi đến nơi và đe dọa sẽ nổ súng; thủy thủ của hai con tàu bị đưa lên bờ và bị giam giữ. Thái độ của thủy thủ đoàn trên chiếc Baden được báo cáo là "nguy hiểm". Vụ nổi loạn sau đó lan rộng lên bờ. Đến ngày 3 tháng 11, ước lượng có khoảng 20.000 thủy thủ, công nhân xưởng tàu và thường dân đã xung đột với giới chức thẩm quyền tại Kiel nhằm tìm cách giải cứu những thủy thủ nổi loạn bị bắt giữ. Cuối cùng vào ngày 9 tháng 11, lá cờ đỏ biểu trưng cho phe xã hội được treo bên trên Baden, thuyết phục được Hipper và Scheer hủy bỏ kế hoạch.

### Chiếm giữ tại Scapa Flow
Nguyên từ đầu, theo những điều khoản của thỏa thuận đình chiến, Baden không được dự định để đầu hàng, nhưng nó được đưa ra để thay thế cho chiếc tàu chiến-tuần dương Mackensen, vốn chưa hoàn tất và không thể đi ra biển. Kết quả là, thay vì tham gia cùng Hạm đội Biển khơi khi nó khởi hành đi Scapa Flow vào ngày 21 tháng 11 năm 1918, Baden chỉ rời Đức vào ngày 7 tháng 1 năm 1919. Hải quân Hoàng gia Anh đã khảo sát con tàu vào ngày 9 tháng 1, nhưng nhiều dụng cụ kỹ thuật của con tàu, bao gồm thiết bị tác xạ, đã bị tháo dỡ trước khi con tàu rời Đức. Khi bị lưu giữ trong suốt thời gian diễn ra các cuộc đàm phán hòa bình, mà sau này cuối cùng sẽ dẫn đến Hiệp ước Versailles, các khẩu pháo của chúng bị bất hoạt bằng cách tháo bỏ khóa nòng, và con tàu được bảo trì bởi một thủy thủ đoàn tối thiểu gồm 200 sĩ quan và thủy thủ.
Một bản in của báo The Times cung cấp thông tin cho von Reuter rằng Thỏa thuận Ngừng bắn sẽ hết hiệu lực vào giữa trưa ngày 21 tháng 6 năm 1919, thời hạn cuối cùng mà Đức phải ký vào Hiệp định hòa bình. Đô đốc Von Reuter đưa đến kết luận người Anh sẽ tìm cách chiếm hữu các con tàu Đức sau khi Thỏa thuận Ngừng bắn hết hiệu lực. Không biết rằng thời hạn của thỏa thuận đã được triển hạn đến ngày 23 tháng 6, ông quyết định đánh đắm các con tàu của mình vào cơ hội thuận tiện đầu tiên có được. Sáng ngày 21 tháng 6, Hạm đội Anh rời Scapa Flow tiến hành thực tập huấn luyện; và đến 11 giờ 20 phút Reuter truyền mệnh lệnh này đến các con tàu của mình. Baden là chiếc tàu chiến chủ lực cuối cùng bị đánh đắm, nhưng lực lượng Anh trong cảng đã tìm cách chiếm quyền kiểm soát con tàu và làm nó mắc cạn trước khi có thể bị chìm ở vùng nước sâu hơn. Nó là chiếc tàu chiến chủ lực duy nhất không bị đánh đắm thành công. Nó được cho nổi trở lại vào tháng 7, và sau đó được cho kéo đến căn cứ Hải quân Anh tại Invergordon.

### Phục vụ cho Anh Quốc

Baden đang được kéo từ Scapa Flow

Sau khi được kéo đến Invergordon, Baden được các kỹ thuật viên của Hải quân Hoàng gia khảo sát cẩn thận. Họ đã xem xét lườn tàu, chân vịt, đáy tàu và bánh lái để xác định độ cản nước của dáng lườn tàu. Con tàu được xem là có hiệu quả tương tự như với lớp thiết giáp hạm Royal Sovereign. Hệ thống vỏ giáp của con tàu cũng được khảo sát rộng rãi; nhóm kỹ thuật của Anh xác định con tàu chưa được cải biến nhằm tích hợp những bài học kinh nghiệm từ trận Jutland diễn ra ngày 31 tháng 5-1 tháng 6 năm 1916.
Tháp pháo của dàn pháo chính và hầm đạn cũng là đối tượng được nghiên cứu tường tận. Trong số các thử nghiệm được tiến hành có thử nghiệm làm ngập nước hầm đạn để xem việc này thực hiện nhanh như thế nào; kết quả cho thấy là 12 phút. Trường huấn luyện tác xạ HMS Excellent tiến hành thử nghiệm nạp đạn cho dàn pháo chính; người ta thấy khẩu pháo có thể chuẩn bị để bắn trở lại trong 23 giây, nhanh hơn 13 giây so với lớp thiết giáp hạm Queen Elizabeth. Các ngăn kín nước và hệ thống bảo vệ dưới nước của con tàu cũng gây được sự thích thú đặc biệt của nhóm khảo sát; họ đã chú ý đến hệ thống bơm và thiết bị làm ngập cân bằng. Trung tá Hải quân W M Phipps Hornby, người từng sống trên Baden trong nhiều tuần trong đợt khảo sát, đã viết cho nhà sử học hải quân Arthur Marder vào năm 1969 rằng: "quan điểm của ông, cũng trùng hợp với những người khác cùng tham gia cuộc khảo sát, trên khía cạnh một công cụ chiến đấu, thế nào đi nữa Baden cũng tiên tiến đáng kể so với mọi tàu chiến tương đương của Hải quân Hoàng gia."
Sau khi việc khảo sát hoàn tất, người ta quyết định dùng Baden như một mục tiêu thử nghiệm tác xạ. Vào tháng 1 năm 1921, lượt thử nghiệm tác xạ đầu tiên được tiến hành. Các xạ thủ của trường HMS Excellent đã bắn loại đạn pháo xuyên thép (AP) mới vừa được giới thiệu sau trận Jutland. Lượt thử nghiệm này là nhằm xác định tỉ lệ chất nổ tối ưu trên đầu kíp nổ; các quả đạn pháo được bắn trong trận Jutland có xu hướng nổ tung khi chạm vào vỏ giáp thay vì xuyên thủng. Chiếc monitor Terror neo đậu cách Baden khoảng 500 yd (460 m) để bắn các khẩu pháo 15 in (38 cm) ở tầm trực xạ. Baden được làm nghiêng sang mạn phải bằng cách tháo dỡ than và vỏ giáp bên mạn trái, mô phỏng hiệu ứng của một góc đạn pháo bắn tới vỏ giáp ở tầm xa. Tháp pháo tận cùng phía trước vào lúc này đã được tháo dỡ. Terror đã bắn tổng cộng 17 phát đạn pháo các kiểu khác nhau vào con tàu. Sau những thử nghiệm này, Hải quân Hoàng gia đi đến kết luận các quả đạn pháo mới đủ mạnh để xuyên thủng vỏ giáp hạng nặng, và có hiệu quả hơn nhiều so với những phiên bản trước đây từng được sử dụng trong trận Jutland. Sau khi hoàn tất thử nghiệm, biển động mạnh đã khiến con tàu bị chìm ở vùng nước nông; nhưng sau ba tháng nó được cho nổi trở lại và đưa vào ụ tàu để sửa chữa. Con tàu lại sẵn sàng cho một lượt thử nghiệm thứ hai vào tháng 8 năm 1921.

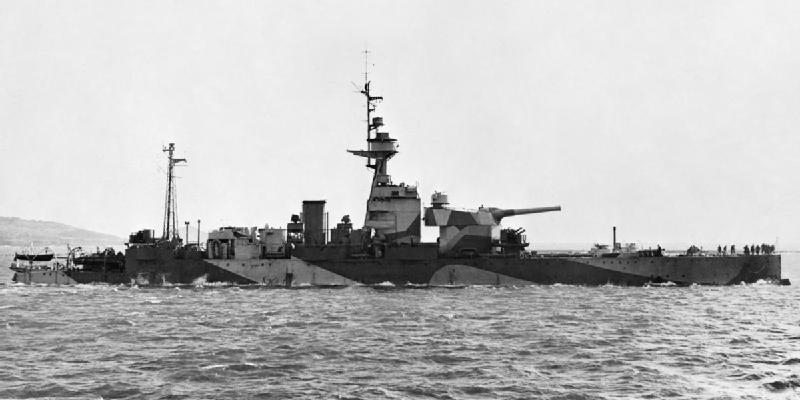
Chiếc monitor HMS Erebus

Lượt thử nghiệm thứ hai được tiến hành vào ngày 16 tháng 8 năm 1921. Chiếc monitor Erebus bắn nhiều loại đạn pháo hỗn hợp bằng các khẩu pháo 15 inch của nó vào Baden. Lần này tính năng của các quả đạn pháo không tốt trước vỏ giáp hạng nặng của Baden; một quả đạn pháo xuyên thép AP đã không nổ và hai quả bán xuyên thép dường như đã vỡ ra khi va chạm. Sáu quả bom cũng được cho kích nổ trên con tàu, nhưng chúng chỉ được đặt trên tàu rồi cho kích nổ từ xa. Tính năng của các quả bom cũng không tốt như kỳ vọng. Ngay sau lượt thử nghiệm tác xạ thứ hai, Baden bị đánh đắm. Con tàu chìm tại Hurd Deep ở độ sâu khoảng 180 m (590 ft).
Khám phá quan trọng nhất trong các thử nghiệm trên chiếc Baden là lớp vỏ giáp hạng trung dày 7 inch (18 cm) hoàn toàn vô dụng trong việc chống lại đạn pháo hạng nặng. Kết quả là Hải quân Anh áp dụng nguyên lý ""Tất cả hoặc không có gì" (all or nothing) tiên tiến của Hải quân Hoa Kỳ. Lý thuyết "Tất cả hoặc không có gì" bao gồm việc bảo vệ những bộ phận trọng yếu của con tàu bằng vỏ giáp thật mạnh, để những phần còn lại của con tàu hoàn toàn không được bảo vệ. Hệ thống này được áp dụng trên lớp thiết giáp hạm đầu tiên của Anh sau chiến tranh, lớp Nelson.